# Saint-Pardoux-le-Vieux
Saint-Pardoux-le-Vieux is een gemeente in het Franse departement Corrèze (regio Nouvelle-Aquitaine) en telt 273 inwoners (2005). De plaats maakt deel uit van het arrondissement Ussel.

## Geografie
De oppervlakte van Saint-Pardoux-le-Vieux bedraagt 15,4 km², de bevolkingsdichtheid is 17,7 inwoners per km².
De onderstaande kaart toont de ligging van Saint-Pardoux-le-Vieux met de belangrijkste infrastructuur en aangrenzende gemeenten.

## Demografie
Onderstaande figuur toont het verloop van het inwonertal (bron: INSEE-tellingen).